# Bactrocera fergussoniensis
Bactrocera fergussoniensis är en tvåvingeart som beskrevs av Drew 1989. Bactrocera fergussoniensis ingår i släktet Bactrocera och familjen borrflugor. Inga underarter finns listade.